# 정재숭
정재숭(鄭載嵩, 1632년 ~ 1692년)은 조선 후기의 문신이다. 본관은 동래(東萊). 자는 자고(子高), 호는 송와(松窩)이다. 영의정 정태화의 아들로 태어났다. 숙종 때 우의정을 지냈다. 당색은 서인에 속하지만, 원만한 성품으로 모든 신뢰가 두터웠다.

## 생애
1651년(효종 2) 진사시에 합격하고, 1660년(현종 1) 식년문과에 병과로 급제하여 병조좌랑이 되고 지평, 정언을 거쳐 문학이 되었다. 이후 1667년, 다시 지평, 정언이 되고 이후 부수찬을 거쳐 지평, 정언, 교리 등을 지낸 뒤 부교리, 수찬, 정언을 거쳐 1669년, 광주부윤이 되고 전라도관찰사가 된다. 이후 승지가 되고 바로 병조참지로 임명된다. 이후 장례원판결사를 거쳐 좌부승지에 임명된다. 숙종 초반기, 갑인예송 이후 남인이 집권하는데 그는 당색이 서인이지만, 당색에 얽매이지 않았기 때문에 무사하여 1678년, 우승지가 되고 1679년, 개성유수와 한성부판윤을 거쳐 1680년, 경신환국 이후 서인이 집권하자 지중추부사, 지의금부사를 거쳐 이조판서, 대사헌으로 승차하였다.
1680년(숙종 6년) 보사원종공신 1등(保社原從功臣一等)에 책록되었다. 우참찬, 병조판서, 호조판서를 거쳐 수어사가 되고 다시 호조판서, 한성부판윤, 병조판서, 공조판서를 거쳐 우의정에 이르렀으며, 기사환국 이후 퇴출 위기에 처했지만, 당색이 완연해 숙종의 신임이 두터워 바로 판중추부사, 영중추부사까지 지낸다.

## 같이 보기
- 정태화
- 정치화
- 정재륜